# داون (بوكيمون)
داون هي فتاة من مدينة توين ليف تاون منطقة سينوه اسمها باليابانية هيكاري ヒカリ و هي شخصية رئيسية في سلسلة العاب بوكيمون الالماس و اللؤلؤ و بلاتين و أول ظهور لها علي الشاشة في انمي بوكيمون بوكيمون ماس و لؤلؤ هي رفيقة آش و بروك في السفر في منطقة سينوه حلمها ان تصبح منسقة بوكيمون مثل والدتها جوانا ذهبت الي مدينة موساغو الي مختبر البروفيسور راون للحصول علي بوكيمونها الأول بوتشاما و بدئت رحلتها لتحقيق حلمها بان تصبح منسقة بوكيمون ( ترفيهية بوكيمون)
داون تتصف بانها لا تستسلم رغم كل الصعاب وواثقة جدا بنفسها و شعارها 大丈夫だよ التي يمكن ان تترجم للعربية الي لاتقلق أو كل شئ علي ما يرام أو انا بخير و تشع بالحيوية و ايضاً تعشق الموضة و يظهر هذا في الحلقة الاولي عندما ارادت ان تسافر و اخذت معها حقيبة مليئة بالفساتين و الاكسوارات التجميلية (اقراط و احذية و رابطات شعر.... الخ)
و للاسف اصيبت بالإحباط عندما خسرت مرتين في مسابقات البوكيمون لكنها بدئت تشجع آش علي الفوز و استعادت ثقتها بنفسها بعد ان هزمت ماي في كأس ولاس حيث بدئت تركز علي التعلم من اخطائها السابقة و تصبح أكثر نضجاً